# 國家社會主義飛行軍團
国家社会主义飞行军团（德語：Nationalsozialistisches Fliegerkorps）是纳粹党的準軍事組織。

## 历史
國家社會主義飛行軍團创建于1937年4月15日，其前身是德国航空运动协会；在凡尔赛条约禁止德国拥有空军的时期，德国航空运动协会曾发挥过作用。國家社會主義飛行軍團以准军事组织冲锋队为范例，高度参照其组织架构建立了自身的组织架构。与此类似的还有國家社會主義汽車軍團。

## 领导層
原本是空军中将的弗里德里希·克里斯蒂安森在1937年4月15日至1943年6月26日间担任國家社會主義飛行軍團的军团领袖，他的继任者、空军大将阿尔弗雷德·凯勒（Alfred Keller）则一直在军团领袖的位置上工作至1945年5月8日。赫尔曼·戈林是名义上的飞行军团领导。